# Vultureni (okręg Bacău)
Vultureni – wieś w Rumunii, w okręgu Bacău, w gminie Vultureni. W 2011 roku liczyła 114 mieszkańców.